# Bomba humana
Bomba humana (título original: Human Bomb) es un telefilme de suspenso de 1998 dirigida por Anthony Page y protagonizada por Patsy Kensit y Jürgen Prochnow. 
El telefilme está basado en una historia real que ocurrió en 1993, cuando un hombre, cargado con dinamita, tomó como rehenes a los niños y al profesor de un colegio, viéndose este último obligado a hacer de intermediario. En la versión ficticia este profesor fue sustituido por el de una maestra, que fue interpretada por Pantsy Kensit.

## Argumento
Un día la rutina de un colegio convencional queda brutalmente alterada para los niños de una clase y su profesora. Ocurre cuando un hombre los toma como rehenes teniendo también pegado al pecho todo un arsenal de explosivos, los cuales está dispuesto a hacer estallar si la policía no atiende a sus peticiones. A causa de ello las autoridades empiezan a montar rápidamente en el exterior el operativo necesario para salvar la vida de los niñon. Mientrastanto, en el interior, la profesora intenta mantener la calma entre los pequeños. Sin embargo la tensión y el miedo entre los chicos se vuelve cada vez más insostenible.

## Reparto
| Actor           | Personaje                   |
| --------------- | --------------------------- |
| Patsy Kensit    | Marcia Weller               |
| Jürgen Prochnow | Gerhardt Dach               |
| Robert Spitz    | Lud                         |
| James Gaddas    | Franck                      |
| Dorian Healy    | Jon                         |
| Nicholas Day    | Jefe de policía             |
| Richard Moore   | Director de escuela Stedsen |

## Recepción
Hoy en día la película ha sido valorada en portales cinematográficos. En IMDb, con 179 votos registrados, el filme obtiene una media ponderada de 4,6 sobre 10.